# Спермин
Сперминът e полиаминов биогенен амин с емпирична химична формула C10H26N4. Той участва в метаболизма на всички еукариотни клетки. Прекурсор за синтеза му е аминокиселината орнитин. Намерен е в много от организмите и тъканите.

## Функция
Сперминът е важен растежен фактор за някои бактерии. При физиологично pH се намира под формата на поликатион. Функцията на спермина е свързана с нуклеиновите киселини. Той стабилизира спиралната им структура, особено при вирусите.
Кристали сперминов фосфат са описани за първи път през 1678 г., в човешката сперма от Антони Ван Левенгук. Името на спермин е използвано за първи път от немски химици Ladenburg и Авел през 1888 г. Точното устройство спермина окончателно е било установено едва през 1926 г., едновременно в Англия (от Дъдли, Rosenheim и Старлинг) и Германия (от Wrede и сътр.).
Има данни, че характерната миризма на спермата се дължи на спермина.
Сперминът и спермидинът имат силно основен характер (рН на спермата >7) и вероятно стимулират движението на сперматозоидите.